# Clara (Irlanda)
Clara (Clóirtheach o An Clárach in lingua irlandese) è una cittadina sul fiume Brosna nella contea di Offaly (midland della Repubblica d'Irlanda).

## Geografia fisica
In particolare, questa città è situata nel nord della contea, al confine con quella di Westmeath, sulla strada nazionale N80, a circa dodici chilometri a nord-ovest da Tullamore.
Situata in una piana (da cui il nome Clóirtheach, pianura), la città è costituita da un centro urbano circondato da una serie di piccoli villaggi ed è collegata al fiume Shannon da uno dei suoi tributari, appunto il Brosna.

## Storia
Clara è il nome moderno della città che un tempo era una baronia di Kilcoursey come centro decentrato di Kilbride.
Le mappe più antiche certificate di questa città, nella quale Santa Brigida d'Irlanda fece costruire uno dei suoi conventi, risalgono alla prima metà del XIX secolo.

## Curiosità
A fine Ottocento ebbe fra i suoi ospiti Guglielmo Marconi che a quel tempo iniziava i suoi esperimenti sulla radiotelegrafia.